# Cuscuta
- Commons
- Wikispecies

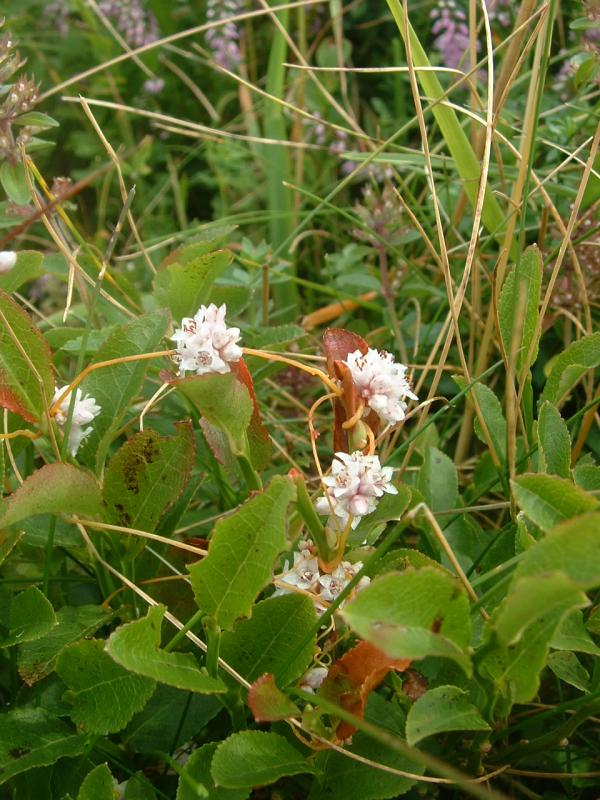
Cuscuta epithimum

Cuscuta L. é um género botânico pertencente à família Convolvulaceae. Trata-se do único gênero nesta família que inclui espécies parasitas. Possui diversos nomes comuns no Brasil, dentre os quais cipó-chumbo (nome que também é dado a espécies de Cassytha), fios-de-ovos, cipó-dourado, aletria, espaguete, tinge-ovos e cuscuta. Apesar de algumas espécies serem patógenas de plantações, a maioria não afeta atividades humanas.

## Morfologia
São trepadeiras com folhas escamiformes (no geral, reduzidas) ou ausentes, no geral possuindo cor amarelada. Possuem laticíferos, característica muito comum na família. Possuem inflorescências em cimeiras, com flores pentâmeras, mas raramente tetrâmeras. O fruto pode ter de 1 a 4 sementes, sendo indeiscente ou com deiscência circuncisa.

#### Parasitismo
O hábito parasita se evidencia pela presença de múltiplos haustórios, podendo até mesmo ocorrer autoparasitismo. É comum que sejam holoparasitas, ou seja, ausentam capacidade de fazer fotossíntese e, assim, dependem completamente de suas hospedeiras para obtenção de recursos. Isso é evidenciado por diversos estudos moleculares feitos neste gênero, que demonstraram a redução ou perda total de plastídeos e genes relacionados à fotossíntese em algumas espécies. O desenvolvimento do haustório neste grupo aparenta ocorrer por estímulos mecânicos e presença de luz, não dependendo da presença de fatores químicos de suas hospedeiras.  

#### Comparação comCassytha
Apesar de ser semelhante a Cassytha (gênero de trepadeiras parasitas em Lauraceae, a família do louro), existem diferenças, sobretudo morfológicas, que permitem a distinção destes dois gêneros. A princípio, Cuscuta possui espécies holoparasitas, enquanto que Cassytha é estritamente hemiparasita. Apesar de ambas poderem ser glabras, Cassytha possui espécies com tricomas ao longo do caule, além das folhas escamiformes reduzidas deste gênero serem mais evidentes que aquelas em Cuscuta. Quanto à anatomia, Cassytha é capaz de produzir xilema secundário, deste modo podendo ter um diâmetro maior que Cuscuta, que ausenta crescimento secundário. Por fim, a morfologia floral difere muito entre estes dois grupos, sendo um dos principais fatores que determina a posição destes gêneros em famílias tão filogeneticamente distantes. Além disso, estudos moleculares com Cuscuta fortalecem a posição do gênero na família Convovulaceae. 

## Medicina
Sementes de C. chinensis Lam. são utilizadas na medicina tradicional chinesa para tratamento do fígado e rim, além de também serem utilizadas por populações da região do Himalaia para fins médicos.

## Sinonímia
- Grammica Lour.
- Monogynella Des Moul.

## Espécies
O gênero Cuscuta possui 171 espécies reconhecidas atualmente.
- Cuscuta abyssinica A. Rich.
- Cuscuta acuta Engelm.
- Cuscuta acutiloba Engelm.
- Cuscuta africana Thunb.
- Cuscuta alpestris Fourc.
- Cuscuta americana L.
- Cuscuta andina Phil.
- Cuscuta angulata Engelm.
- Cuscuta appendiculata Engelm.
- Cuscuta applanata Engelm.
- Cuscuta approximata Bab.
- Cuscuta argentinana Yunck.
- Cuscuta attenuata Waterf.
- Cuscuta australis R.Br.
- Cuscuta balansae Boiss. & Reut. ex Yunck.
- Cuscuta bella Yunck.
- Cuscuta bifurcata Yunck.
- Cuscuta boldinghii Urb.
- Cuscuta boliviana Yunck.
- Cuscuta brachycalyx (Yunck.) Yunck.
- Cuscuta bracteata Engelm.
- Cuscuta bucharica Palib.
- Cuscuta californica Hook. & Arn.
- Cuscuta campestris Yunck.
- Cuscuta capensis Choisy
- Cuscuta capitata Roxb.
- Cuscuta cassytoides Nees ex Engelm.
- Cuscuta ceanothi Behr
- Cuscuta cephalanthi Engelm.
- Cuscuta cesatiana Bertol.
- Cuscuta chapalana Yunck.
- Cuscuta chilensis Ker Gawl.
- Cuscuta chinensis Lam.
- Cuscuta choisiana Yunck.
- Cuscuta cockerellii Yunck.
- Cuscuta compacta Juss. ex Choisy
- Cuscuta convallariiflora Pavlov
- Cuscuta corniculata Engelm.
- Cuscuta coryli Engelm.
- Cuscuta corymbosa Ruiz & Pav.
- Cuscuta costaricensis Yunck.
- Cuscuta cozumeliensis Yunck.
- Cuscuta cristata Engelm.
- Cuscuta croymbosa Ruiz & Pav.
- Cuscuta curta (Engelm.) Rydb.
- Cuscuta cuspidata Engelm.
- Cuscuta decipiens Yunck.
- Cuscuta deltoidea Yunck.
- Cuscuta dentatasquamata Yunck.
- Cuscuta denticulata Engelm.
- Cuscuta desmouliniana Yunck.
- Cuscuta durangana Yunck.
- Cuscuta epilinum Weihe
- Cuscuta epithymum (L.) L.
- Cuscuta erosa Yunck.
- Cuscuta europaea L.
- Cuscuta exaltata Engelm.
- Cuscuta fasciculata Yunck.
- Cuscuta foetida Kunth
- Cuscuta friesii Yunck.
- Cuscuta gerrardii Baker
- Cuscuta gigantea Griff.
- Cuscuta glabrior (Engelm.) Yunck.
- Cuscuta globiflora Engelm.
- Cuscuta globosa Ridl.
- Cuscuta globulosa Benth.
- Cuscuta glomerata Choisy
- Cuscuta goyaziana Yunck.
- Cuscuta gracillima Engelm.
- Cuscuta grandiflora Kunth
- Cuscuta gronovii Willd. ex Roem. & Schult.
- Cuscuta gymnocarpa Engelm.
- Cuscuta harperi Small
- Cuscuta haughtii Yunck.
- Cuscuta haussknechtii Yunck.
- Cuscuta hitchcockii Yunck.
- Cuscuta howelliana P. Rubtzov
- Cuscuta hyalina Roth
- Cuscuta incurvata Progel
- Cuscuta indecora Choisy
- Cuscuta indica (Engelm.) Petrov ex Butkov
- Cuscuta insquamata Yunck.
- Cuscuta jalapensis Schltdl.
- Cuscuta japonica Choisy
- Cuscuta jepsonii Yunck.
- Cuscuta kilimanjari Oliv.
- Cuscuta kurdica Engelm.
- Cuscuta lacerata Yunck.
- Cuscuta lehmanniana Bunge
- Cuscuta leptantha Engelm.
- Cuscuta letourneuxii Trab.
- Cuscuta lindsayi Wiggins
- Cuscuta lophosepala Butkov
- Cuscuta lucidacarpa Yunck.
- Cuscuta lupuliformis Krock.
- Cuscuta macrocephala W. Schaffn. ex Yunck.
- Cuscuta macrolepis R.C. Fang & S.H. Huang
- Cuscuta macvaughii Yunck.
- Cuscuta megalocarpa Rydb.
- Cuscuta membranacea Yunck.
- Cuscuta mexicana Yunck.
- Cuscuta micrantha Choisy
- Cuscuta mitriformis Engelm.
- Cuscuta monogyna Vahl
- Cuscuta natalensis Baker
- Cuscuta nevadensis I.M. Johnst.
- Cuscuta nitida E. Mey. ex Choisy
- Cuscuta obtusata Trab.
- Cuscuta obtusiflora Kunth
- Cuscuta occidentalis Millsp.
- Cuscuta odontolepis Engelm.
- Cuscuta odorata Ruiz & Pav.
- Cuscuta orbiculata Yunck.
- Cuscuta ortegana Yunck.
- Cuscuta paitana Yunck.
- Cuscuta palaestina Boiss.
- Cuscuta pamirica Butkov
- Cuscuta papillosa (Engelm.) H. Lindb.
- Cuscuta partita Choisy
- Cuscuta parviflora Engelm.
- Cuscuta pauciflora Phil.
- Cuscuta pedicellata Ledeb.
- Cuscuta pentagona Engelm.
- Cuscuta peruviana Yunck.
- Cuscuta planiflora Ten.
- Cuscuta plattensis A. Nelson
- Cuscuta platyloba Progel
- Cuscuta polyanthemos W. Schaffn. ex Yunck.
- Cuscuta polygonorum Engelm.
- Cuscuta potosina W. Schaffn. ex Engelm.
- Cuscuta prismatica Pav. ex Choisy
- Cuscuta pulchella Engelm.
- Cuscuta purpurata Phil.
- Cuscuta purpusii Yunck.
- Cuscuta pusilla Phil. ex Yunck.
- Cuscuta racemosa Mart.
- Cuscuta reflexa Roxb.
- Cuscuta rojasii Hunziker
- Cuscuta rostrata Shuttlew. ex Engelm. & A. Gray
- Cuscuta rotundiflora Hunz.
- Cuscuta rubella Yunck.
- Cuscuta rugosiceps Yunck.
- Cuscuta runyonii Yunck.
- Cuscuta saccharata (Engelm.) Yunck.
- Cuscuta salina Engelm.
- Cuscuta sandwichiana Choisy
- Cuscuta serrata Yunck.
- Cuscuta serruloba Yunck.
- Cuscuta sidarum Liebm.
- Cuscuta somaliensis Yunck.
- Cuscuta squamata Engelm.
- Cuscuta stenolepis Engelm.
- Cuscuta stenoloba Bornm. & Schwarz
- Cuscuta strobilacea Liebm.
- Cuscuta suaveolens Ser.
- Cuscuta subinclusa Durand & Hilg.
- Cuscuta suksdorfii Yunck.
- Cuscuta tianschanica Palib.
- Cuscuta tinctoria Mart. ex Engelm.
- Cuscuta tinei Insenga
- Cuscuta trichostyla Engelm.
- Cuscuta triumvirati Lange
- Cuscuta tuberculata Brandegee
- Cuscuta umbellata Kunth
- Cuscuta umbrosa Beyr. ex Hook.
- Cuscuta veatchii Brandegee
- Cuscuta warneri Yunck.
- Cuscuta werdermannii Hunz.
- Cuscuta woodsonii Yunck.
- Cuscuta xanthochortos Mart.
- Cuscuta yucatana Yunck.

## Classificação do gênero
| Sistema | Classificação                    | Referência               |
| ------- | -------------------------------- | ------------------------ |
| Linné   | Classe Tetrandria, ordem Digynia | Species plantarum (1753) |